# Allan Kaprow
Allan Kaprow (Atlantic City, 1927. augusztus 23. – Encinitas, 2006. április 5.) amerikai festő.

## Életpályája
New Yorkban Hans Hofmann-nál tanult. Később a komponálás terén is végzett tanulmányokat. Az absztrakt expresszionizmusból indult ki, majd egy egyre szabadabb assamblage felé tartott, amiből később akció-kollázsai kialakultak. 
Eleinte anyagkupacokat rakosgatott gyorsan egymás mellé. Ez a fajta gyors rituálé – elmondása szerint – jól kifejezi azt az érzést, amit a festés közben érzett. Idővel az akció-kollázsai egyre nagyobbak lettek, majd egy egész szobát kitöltő environment-ekké alakultak át. Ezekben az environmentekben felhasznált csengőt, berregő eszközöket, rádiókat, ipari festékkel összefestett vásznakat stb. A különböző anyagokat installálta a térbe, melyekkel lebegő, bizonytalan atmoszférát teremtett (egyfajta labirintust). 
Miután a nézők bekerülnek az environment terébe, jelenlétükkel megváltoztatják a művet és maguk is az alkotás részévé válnak. Ebből az élményből alakult ki később a happening (a happening szabad térbe való kijutásához hozzá járult az is, hogy a Reuben galéria Kaprow egyik environmentje alkalmából nem engedett a művésznek, mely szerint a galéria két falát ki kellett volna ütni.)
Kaprow-ban 1958-ban alakult ki az, hogy ezek után csak happeninggel kell foglalkoznia. Az előadások pontosan kidolgozottak voltak, eleinte színészeket alkalmazott Kaprow, de azok nem voltak megfelelőek ehhez az előadásmódhoz, ezért megkísérelte a próba nélküli happeninget, a néző bevonásával. A happening így egyfajta terapeatikus rituálévá változott.
- 18 happening 6 részben: (1959) A happening az environmentből alakult ki. A Reuben galéria terét három részre osztották. Festett, kollázs-tereket létrehozva. A falakra és vásznakra diákat és filmeket vetítettek. A három térben 6-6 eseményt kellett végrehajtani, melyek teljesen egyszerű történésekből álltak (pl. narancsfacsarás). A 90 percnyi esemény tulajdonképpen egy időbeli kollázs volt.
- Tavaszi happening: (1961) Ez is a Reuben galériában játszódott. Az előtérben várakoztatták a közönséget. Minden alkalommal 75 nézőt hívtak meg. A jelenlevőket bevezették egy fekete csőbe, szemmagasságban egy csík volt látható, melynek egyik oldalán volt a kiállítás. A lámpa hol kialudt, hol pedig világítani kezdett, majd egy csiszológép és más gépek elkezdtek recsegni. A közönséget sokkolták a zajokkal. Majd megjelentek a performerek is, akik árnyjátékokat is előadtak, meztelen nő is rohangált, szájában zöldségekkel, miközben lámpával vadásztak rá. A néző került így a középpontba, de egyben körbe is zárták őket. Majd előkerült egy motoros is, aki behajtott a közönség közé, akiket a cső oldalának lebontásával sikerült kiszabadítani.
- Udvar: (1962) Az akció egy elhagyott szálloda közepén zajlott. Az időpont nem volt pontosan kitűzve, így szájról szájra szállt, hogy mikor lesz az előadás. Volt egy fura hegy-szerűség középen, ennek a tetejére mászott fel Kaprow egy döglött csirkével a nyakában, fenn felolvasott egy kiáltványt a happeningről, majd becsomagolta magát fekete kátránypapírral.

A happeningek idővel egyre egyszerűbbek lettek és jellemző volt rájuk, hogy egy-egy szervezet finanszírozta a létrejöttüket.
Hívás: (1965) Ez Kaprow érettebb munkáihoz tartozik. A két napig tartó happening egyik része a városi szekció, másik része az erdei szekció volt. Az akció a szerepcsere problémakörét célozta meg. A városban csoportok voltak, három figurának kellett várakoznia egy kocsira, amiben a sofőrön kívül még két ember ült. Mikor megérkezett a kocsi a várakozókhoz, jelszóra beszállt a várakozó, majd a hátsó ülésen levő két ember alumínium fóliába csavarta jól erősen az éppen beszállót. Mentek egy darabig, majd kidobták őt (az ezüstembert), majd egy másik kocsiban zsákokba kötözték, és egy garázsnál kirakták őket, majd egy harmadik autó egy információs irodához szállította őket. Az erdő szekcióban felcserélődtek a szerepek, az előző napi autós kínzók az erdőben lógtak a fán és a bekötözött emberek – most már kiszabadulva természetesen – leszaggatták róluk a ruhájukat és meztelenül lógva, magukra hagyták őket az erdőben. Ez egyfajta elveszett-gyerek szituáció.
Póz: Egyszerű cselekményekről készítettek polaroid fotókat, majd az elkészült képet odarakták, ahol az megszületett. 
Mosópor (háztartás): A gyermekkorral kapcsolatos dolgok, ízek jelennek meg ebben: a jam, a sáros ruha. Az első napon minden részvevő besározta egyik ruhadarabját, este kimosták őket tengervíz és esővíz keverékével. A második nap lekvárral kentek be egy autót és lenyalták. Este a tengerparton egymást bekenték lekvárral, a lekvárral bekent embereket elásták a homokba és várták, hogy az apály kimossa őket. Ez a megtisztulás folyamata. 
- Gáz: Ez már egy nagyszabású akció volt, nagy tömeggel, sok eszközzel. Helikopterrel habot fújtak ki, a közönség között léggömbök keringenek. Az anyagokkal való közvetlen kapcsolat ez. A játék oldala a fontos.
- Folyadékok:  (1967) Az akció Pasadena-ban zajlott, 20 darab jég épületet hoztak létre, melyek masztabára hasonlítottak. Hagyták elolvadni, egyesülni a természettel őket, ez egy poetikus happening volt.

Több művészt is inspirált Cage és Kaprow happeningjeinek a légköre: ezek afféle színházi események voltak, ahol a közönség az élő környezet részét alkotta. Allan Kaprow 1958-ban így ír: „Pollock azzal hagyott itt bennünket, hogy törődnünk kell a térrel, sőt, vakon kell buzgólkodnunk a tér, valamint a köznapi életünket körülvevő tárgyak érdekében. Elégedetlenül azzal a hatással, amit a festészet a többi érzékeinkre gyakorol, nemcsak a látás sajátos lehetőségeit fogjuk igénybe venni, hanem a hangot, a mozgást, a személyeket, az illatokat, a tapintást is….".

## Magyarul megjelent művei
- Assemblage, environmentek & happeningek; szerk., utószó Szőke Annamária, ford. Horányi Attila; Artpool–Balassi–BAE Tartóshullám, Bp., 1998 (Tartóshullám)